# Glochidion apodogynum
Glochidion apodogynum är en emblikaväxtart som beskrevs av Airy Shaw. Glochidion apodogynum ingår i släktet Glochidion och familjen emblikaväxter. Inga underarter finns listade i Catalogue of Life.